# Nanno
Pour les articles ayant des titres homophones, voir Nano et Nanot.
Pour les articles homonymes, voir Nanno (homonymie).
Nanno est une ancienne commune italienne de moins de 1 000 habitants située dans la province autonome de Trente, dans la région du Trentin-Haut-Adige, dans le Nord-Est de l'Italie. Elle fusionne le 1er janvier 2016 avec Tassullo et Tuenno pour former Ville d'Anaunia.

## Administration
| Période                                  | Période | Identité | Étiquette | Qualité |
| ---------------------------------------- | ------- | -------- | --------- | ------- |
|                                          |         |          |           |         |
| Les données manquantes sont à compléter. |         |          |           |         |

### Communes limitrophes
Tassullo, Taio, Tuenno, Terres, Flavon, Denno.